# Tianyuraptor ostromi
 Tianyuraptor ostromi  es la única especie conocida del género extinto  Tianyuraptor  de dinosaurio terópodo dromeosáurido, que vivió a mediados del período Cretácico, hace aproximadamente 122 millones de años durante el Aptiense, en lo que es hoy Asia. Sus restos se han encontrado en el oeste de Liaoning, China. Era similar a otros dromeosáuridos encontrados en Liaoning, con la excepción de ser algo más primitivo. El espécimen tipo, nombrado formalmente, muestra características que no se habían visto en los dromeosáuridos del hemisferio norte, Laurasia, previamente conocidos, pero presentes en especies del hemisferio sur, Gondwana y aves tempranas. Debido a esto, los científicos que primero estudiaron a Tianyuraptor lo describieron como una "especie de transición", cerrando la brecha entre los tipos de dromeosáuridos del norte y del sur. Tianyuraptor también se diferencia de los dromeosáuridos conocidos anteriormente en que posee una fúrcula, la "espoleta", relativamente pequeña y extremidades anteriores inusualmente cortas.

## Descripción
El espécimen tipo, STM1–3, un esqueleto casi entero y completamente articulado al que le falta solamente el extremo distal de la cola, lo que le da un estimado de 1,8 metros de largo. Un total de 25 vértebras caudales articuladas se concervan y en el extremo aproximadamente tres más se estiman que faltan. Tianyuraptor es un dromeosáurido de tamaño mediano que tiene varias características derivadas que lo separan de otros dromeosáuridos. Estos incluyen la longitud de las vértebras caudales medias que son más del doble que las vértebras dorsales, una fúrcula pequeña y extremadamente delgada y una pata trasera inusualmente larga que es aproximadamente tres veces más larga que toda la serie de vértebras dorsales. Como en otros fósiles de dromeosáuridos descubiertos en Liaoning, la cola es relativamente larga con 960 milímetros, casi 4,8 veces más larga que el fémur.

### Miembros
Los miembros superiores son comparativamente cortos con respecto a los miembros traseros, midiendo solamente 53% de la longitud de estos últimos. Esto marca la gran diferencia de los elementos esqueléticos conocidos de otros dromeosáuridos, que tenían los brazos relativamente largos midiendo más el de 70% de la longitud de las piernas.
Además Tianyuraptor es más largo que otros  microraptorinos, también tiene la parte más baja de los miembros inferiores relativamente más larga, como otros microraptorinos. Por este respecto, es diferente de la mayoría de los otros dromeosáuridos, que tienen la parte más bajas de las piernas relativamente más largas. Por ejemplo, Tianyuraptor tiene un cociente entre el  tibiotarso y fémur de 1,30, mientras que Velociraptor mongoliensis, una criatura de tamaño similar exhibe un cociente de 1,10. Aparte de los miembros traseros alargados, Tianyuraptor es diferente de otros miembros de Microraptorinae en vista de las longitudes relativas de los elementos del brazo. Los brazos de Tianyuraptor son proporcional mucho más cortos que en los dromeosáuridos más grandes. Por ejemplo, un  espécimen de Velociraptor  de tamaño similar muestra un cociente del brazo y la pierna de aproximadamente 0,75. , mientras que Tianyuraptor tiene uno de 0,53.

## Descubrimiento e investigación
Sus restos fueron encontrados en el  Grupo Jehol de la Formación Yixian al oeste de Liaoning, China. Está basado en el esqueleto casi completo de un pequeño dromeosáurido, muy parecido a todos los conocidos de Liaoning, pero presentando caracteres menos derivados que. El espécimen tipo, descrito formalmente en 2009, exhibe algunas características únicas nunca descritas en los dromeosáuridos de Laurasia pero presentes en los de  Gondwana y en los avialanos basales. Por esto es descrito como un fósil transicional, que llena la brecha existente entre estos dos grupos de animales. El animal recientemente descrito también se diferencia de otros dromeosásuridos previamente conocidos en que posee una comparativamente pequeña fúrcula y los brazos son proporcional cortos comparardos a la longitud de cuerpo.

El espécimen tipo es STM1–3, un esqueleto casi completo y totalmente articulado al que solo le falta el extremo distal de la cola. Se conservan un total de 25 vértebras caudales completamente articuladas y al final se estima que faltan tres como máximo. El fósil fue descubierto en el Lecho Dawangzhangzi de la Formación Yixian, parte del Grupo Jehol, ubicado en Lingyuan en el oeste de Liaoning, China.  La Formación Yixian es una unidad de roca del Cretácico Inferior, fechada entre aproximadamente 129,7 y 122,1 millones de años, entre las etapas del  Barremiense y el Aptiense. Los lechos Dawangzhangzi específicamente data de hace unos 122 millones de años. La Formación El Lecho Dawangzhangzi específicamente ha sido datado hace 122 millones de años atrás. Se cree que STM1–3 es un subadulto, con características que incluyen la fusión incompleta de partes esqueléticas durante la ontogenia. El holotipo de Tianyuraptor no conserva tejidos blandos, a diferencia de muchos otros especímenes de terópodos del Grupo Jehol.
El nombre genérico de Tianyuraptor combina el vocablo Tianyu, que hace referencia al  Museo Shandong Tianyu de la Naturaleza donde el holotipo está guardado, con raptor, la palabra latina para “ladrón” o “rapaz”, refiriendo a la acción de captura de la presa, de uso frecuente en el nombre de los dromeosáuridos. El nombre específico, “ostromi”, es en honor a John Ostrom, quien contribuyó enormemente en el estudio de los dromeosáuridos y en especial en Deinonychus y los dinosaurios emplumados.

## Clasificación
Un  análisis filogenético realizado por Zheng et al. muestra a Tianyuraptor como un miembro basal del grupo que contiene a los dromeosáuridos de Laurasia. Tianyuraptor parece poseer varias características que son desconocidas en otros dromeosáuridos laurásicos, pero que se ven en  avialanos basales y dromeosáuridos  de Gondwana, incluyendo a Austroraptor, Buitreraptor, Neuquenraptor, Rahonavis y Unenlagia. Zheng y colegas también notaron que Tianyuraptor comparte algunas características con la subfamilia monofilética Microraptorinae, aunque se conformaron con decir que esta mezcla de características sugiere una colocación básica para Tianyuraptor dentro Microraptorinae, siendo evidenciado en este análisis filogenético que indica máxima de parsimonia en seis de los  30 resultados recogidos por el análisis. Los autores entonces prefieren sugerir que Tianyuraptor se considera un microraptorino de brazos cortos, derivado de los microraptorinos de brazo largo que pudo haber desarrollado más independientemente la capacidad del vuelo. Sin embargo, es también igualmente posible, según lo discutido por Zheng et al., que Tianyuraptor sea de hecho un miembro básico del clado que contiene a todos los otros dromeosáuridos de Laurasia a excepción de Microraptorinae. Esto es indicado por 24 de los 30 árboles más parsimoniosos recuperados del análisis. El descubrimiento de Tianyuraptor da una nueva luz de los caminos en la evolución temprana de dromeosáuridos y ejemplifica la gran diversidad que este grupo disfrutó en sus primeros tiempos.

## Paleobiología
La gran diferencia en la longitud del brazo comparado a otros dromeosáuridos implica que la función de estos en Tianyuraptor era diferente del de otros dromeosáuridos. Sobre los miembros de la subfamilia Microraptorinae, tal como Microraptor , se han sugerido para haber sido aerodinámicos y que pueden haber planeado. En los microraptorinos se observa generalmente que sus brazos eran largos,  robustos y grandes, con pluma de vuelo asimétricas. Sin embargo, los acortados brazos, la pequeña fúrcula, y el transversalmente ancho coracoides en Tianyuraptor sugiere que no estaba adaptado para el deslizamiento o el vuelo aerodinámico.